# コダカラベンケイ
コダカラベンケイ(Kalanchoe daigremontiana)は、リュウキュウベンケイ属に属する植物。葉にブファジエノライド類の強心配糖体であるダイグレモンチアニンを含む。